# アル・ホールSC
アル・ホールSC（アラビア語: نادي الخور الرياضي, 英語: Al-Khor Sports Club）は、カタールの都市アル・ホールを本拠地とするスポーツクラブである。
1961年にアル・タアーウンとして設立された。1962年にアル・ジールと、1964年にはアル・アスワドと合併。
2002年から現在のクラブ名であるアル・ホールを使用している。
以下はサッカー部門に関する記述。

## タイトル

### 国内タイトル
- クラウンプリンスカップ : 1回
  - 2004-05

- シェイク・ジャセムカップ : 1回
  - 2002-03

### 国際タイトル
なし

## 現所属メンバー
注：選手の国籍表記はFIFAの定めた代表資格ルールに基づく。
| No. | Pos. |          | 選手名                         |
| --- | ---- | -------- | ------------------------------ |
| 1   | GK   | セネガル | ババ・ジブリル                 |
| 3   | DF   | カタール | マフディ・レザ                 |
| 4   | DF   | カタール | アブドゥルラハマン・モフセン   |
| 6   | DF   | カタール | モスタファ・ジャラル           |
| 8   | FW   | ブラジル | ジュリオ・セザル               |
| 9   | FW   | ブラジル | ウィリアン・ジュニオール       |
| 10  | MF   | カタール | イブラヒム・アワル             |
| 11  | MF   | ブラジル | マドソン                       |
| 12  | GK   | カタール | ゲイス・ジュマ                 |
| 13  | MF   | カタール | アブドゥラ・ムスタファ・サイフ |
| 14  | MF   | カタール | レザ・シャンベー               |
| 15  | MF   | カタール | ヒシャム・ボウ・ザイド         |
| 16  | DF   | カタール | セルギン・アブデルカデル       |
| 17  | FW   | カタール | スルタン・アル・ルウイリ       |

| No. | Pos. |              | 選手名                           |
| --- | ---- | ------------ | -------------------------------- |
| 18  | DF   | カタール     | サイード・モハメド               |
| 21  | MF   | イラク       | アリ・ハサン・カマル             |
| 22  | DF   | スウェーデン | アレクサンダー＝ミシェル・メルキ |
| 23  | MF   | カタール     | アブドゥラジズ・アル・ヤジディ   |
| 24  | DF   | カタール     | モハメド・グマー                 |
| 25  | FW   | カタール     | ヒラル・モハメド                 |
| 27  | DF   | カタール     | ファイセル・ハディ               |
| 29  | DF   | カタール     | ファヘド・アブドゥラ             |
| 33  | MF   | カタール     | アメル・モザミル                 |
| 66  | DF   | カタール     | ウスマン・モハメド               |
| 77  | DF   | カタール     | アハメド・フセイン               |
| 88  | GK   | カタール     | ムスタファ・フサムルディン       |
| 90  | DF   | カタール     | サレー・アル・シャミヤ           |
| 93  | MF   | カタール     | アワド・ターベット               |
| -   | DF   | カタール     | ナイフ・ムバラク・アブドゥラー   |

## 歴代監督
- パウロ・エンリケ (2000-2001)
- ジョアン・フランシスコ (2001-2002)
- ラディスラス・ロザーノ (2002-2003)
- レネ・シモエス (2003)
- ロバート・ミュリエ (2003-2004)
- レネ・エクスブライヤ (2004-2006)
- ジャン＝ポール・ラヴィエ (2006-2008)
- ラディスラス・ロザーノ (2007)
- ベルトラン・マルシャン (2008-2010)
- アラン・ペラン (2010-2012)
- ラースロー・ベレニ (2012-2015)
- ジャン・フェルナンデス （2015-2017）

## 歴代所属選手
- ラシド・ロッキ 2000-2006
- クサイ・ムニール 2004-2005
- ユニス・マフムード 2004-2006
- ユーセフ・ロッシ 2004-2007
- ハワル・ムラ・モハメド 2008
- ダ・シルバ 2008
- ビル・チャト 2008-2009
- アラー・アブドゥッザフラ 2008-2009
- ムムニ・ダガノ 2008-2010
- カマール・ザイーム 2009
- ラフィク・サイフィ 2009-2010
- アラン・バイーア 2010
- 小林祐希 2020-2021